# Bauhinia richardiana
Bauhinia richardiana är en ärtväxtart som beskrevs av Dc. Bauhinia richardiana ingår i släktet Bauhinia och familjen ärtväxter. Inga underarter finns listade i Catalogue of Life.